# Макариха (Кропивницький район)
Макари́ха — село в Україні, у Дмитрівській сільській громаді Кропивницького району Кіровоградської області. Населення становить 567 осіб.

## Географія
У селі річка Макариха впадає у річку Живу.

## Історія
Початок селищу напевно поклав хутір для утримання худоби миргородського полковника Василя Капніста, закладений у жовтні 1743. Станом на 1886 рік у містечку Макариської волості Олександрійського повіту Херсонської губернії, мешкала 371 особа, налічувалось 60 дворових господарств, існували православна церква та церковно-приходська школа, відкрита у 1862 році.
Під час організованого радянською владою Голодомору 1932—1933 років померло щонайменше 207 жителів села.

## Населення
Згідно з переписом УРСР 1989 року чисельність наявного населення села становила 652 особи, з яких 302 чоловіки та 350 жінок.
За переписом населення України 2001 року в селі мешкало 567 осіб.

### Мова
Розподіл населення за рідною мовою за даними перепису 2001 року:
| Мова       | Відсоток |
| ---------- | -------- |
| українська | 97,18 %  |
| російська  | 1,76 %   |
| вірменська | 0,71 %   |
| молдовська | 0,35 %   |

## Люди
В селі народився Маркитан Віталій Митрофанович (1927—1982) — український радянський майстер різьблення по дереву, живописець.